# Anju Nakamura
Anju Nakamura (中村 安寿?, Nakamura Anju; Sapporo, 23 gennaio 2000) è una combinatista nordica giapponese.

## Biografia
La Nakamura ha esordito in Coppa Continentale il 5 gennaio 2019 a Otepää (10ª) e ai successivi Mondiali juniores di Lahti 2019 ha vinto la medaglia di bronzo nella gara individuale. In Coppa Continenatale il 22 febbraio 2020 ha ottenuto a Eisenerz il primo podio (3ª) e, lo stesso giorno nella medesima località, la prima vittoria; ai successivi Mondiali juniores di Oberwiesenthal 2020 ha conquistato la medaglia di bronzo nella gara a squadre. Ha esordito in Coppa del Mondo nella gara inaugurale del circuito femminile, disputata il 18 dicembre 2020 a Ramsau am Dachstein, conquistando subito il primo podio (3ª); ai successivi Mondiali di Oberstdorf 2021, suo esordio iridato, si è classificata 4ª nel trampolino normale. Il 12 marzo 2022 ha conquistato la sua prima vittoria in Coppa del Mondo a Schonach im Schwarzwald; ai Mondiali di Planica 2023 si è piazzata 7ª nel trampolino normale.

## Palmarès

### Mondiali juniores
- 2 medaglie:
  - 2 bronzi (individuale a Lahti 2019; gara a squadre a Oberwiesenthal 2020)

### Coppa del Mondo
- Miglior piazzamento in classifica generale: 3ª nel 2021
- 4 podi (individuali):
  - 1 vittoria
  - 1 secondo posto
  - 2 terzi posti

#### Coppa del Mondo - vittorie
| Data          | Località                | Nazione  | Trampolino              | Spec.      |
| ------------- | ----------------------- | -------- | ----------------------- | ---------- |
| 12 marzo 2022 | Schonach im Schwarzwald | Germania | Langenwaldschanze HS106 | IN NH/5 km |

Legenda:

IN = individuale Gundersen

NH = trampolino normale

### Coppa Continentale
- Miglior piazzamento in classifica generale: 13ª nel 2020
- 3 podi (2 individuali, 1 a squadre):
  - 1 vittoria (individuale)
  - 2 terzi posti (1 individuale, 1 a squadre)

#### Coppa Continentale - vittorie
| Data             | Località | Nazione | Trampolino          | Spec.         |
| ---------------- | -------- | ------- | ------------------- | ------------- |
| 22 febbraio 2020 | Eisenerz | Austria | Erzberg Arena HS109 | IN NH/5 km MS |

Legenda:

IN = individuale Gundersen

MS = partenza in linea

NH = trampolino normale